# Марфино (Чухломский район)
Марфино — опустевшая деревня в Чухломском муниципальном районе Костромской области. Входит в состав Петровского сельского поселения

## География
Находится в северной части Костромской области на расстоянии приблизительно 15 км на восток по прямой от города Чухлома, административного центра района на левом берегу реки Вига.

## История
Была нанесена на карту еще 1812 года. В 1872 году здесь было учтено 17 дворов, в 1907 году — 28.

## Население
Постоянное население составляло 97 человек (1872 год), 104 (1897), 140 (1907), 3 в 2002 году (русские 100 %), 0 в 2022.